# ONAV
L'Organizzazione Nazionale degli Assaggiatori di Vino (ONAV APS ETS) è un'associazione italiana dedicata alla promozione della cultura del vino. Fondata nel 1951, ONAV è riconosciuta come la più antica associazione del suo genere in Italia. La sede centrale dell'Organizzazione è ad Asti.

## Storia
L'ONAV è stata fondata su iniziativa della Camera di Commercio di Asti per creare la figura dell'Assaggiatore di vino, promuovendo la cultura enologica in Italia. Nel 1981, l'Associazione ha ottenuto il riconoscimento giuridico con il Decreto del Presidente della Repubblica n. 563. Nel corso degli anni, l'Associazione ha ampliato le sue attività, includendo corsi di formazione per appassionati e professionisti. Nel 2022, ONAV è diventata un Ente del Terzo Settore (ETS) in qualità di Associazione di Promozione Sociale (APS). Nel 2024, l'Associazione ha inaugurato una nuova sede ad Asti, destinata a potenziare le attività formative e divulgative, inclusi incontri scientifici e momenti di approfondimento su temi complessi come il rapporto tra vino e salute.

## Presidenza
L'attuale presidente dell'ONAV è Vito Intini, eletto nel 2014, con una lunga esperienza nel campo della degustazione professionale ed assaggio tecnico del vino. Di seguito l'elenco dei Presidenti che si sono succeduti nella storia dell'associazione:
- Carlo Mensio: 1951-1965
- Ercole Garrone: 1965-1978
- Giovanni Borello: 1978-1985
- Adriano Rampone: 1985-1988
- Vainer Salati: 1988-1998
- Bruno Rivella: 1998-2009
- Giorgio Calabrese: 2010-2014
- Lorenzo Marinello: 2014
- Vito Intini: 2014-

## Attività
ONAV organizza corsi di qualifica di vari livelli ed eventi di aggiornamento periodico e continuo dedicati esclusivamente ai suoi soci:
- Corso di I livello: Permette di ottenere, previo esame, il titolo di Assaggiatore di Vino e l'iscrizione all'Albo Nazionale degli Assaggiatori di Vino.
- Corso di II livello: Inaugurato nel 2011, abilita al titolo di Assaggiatore Esperto tramite esame.
- Corso di III livello: In collaborazione con il DISAFA dell'Università di Torino, questo corso avanzato consente di conseguire il titolo di Maestro Assaggiatore.
- Corsi di introduzione al vino in e-learning ed in presenza
- Corsi dedicati al mondo alimentare come birra, formaggio, olio, abbinamento vino-cibo, servizio del vino

## Sezioni Territoriali
L'ONAV è presente su tutto il territorio nazionale con una rete di Sezioni territoriali che svolgono un ruolo importante nella promozione della cultura enologica e nell'organizzazione di eventi formativi e divulgativi. Le Sezioni territoriali più numerose si trovano in Emilia Romagna, Lombardia, Piemonte, Sicilia, Toscana, Veneto e Friuli Venezia Giulia ma praticamente ogni provincia italiana ha una sua realtà operativa. Ogni Sezione offre un programma di attività che comprende:
- Corsi di formazione: vedi Attività
- Eventi monotematici: momenti di approfondimento sul mondo del vino nazionale ed estero.

## Sezioni Estere
L'ONAV è presente con attività formative e sezioni in Belgio, Svizzera, Francia, Peru, Brasile, Emirati Arabi.

## Consiglio Scientifico
Il Consiglio Scientifico dell'ONAV, istituito il 5 ottobre 2015 sotto la presidenza del Prof. Vincenzo Gerbi dell'Università di Torino, sostiene l'innovazione e l'immagine dell'associazione. Il Consiglio mantiene rapporti con Università e Centri di Ricerca per garantire corsi di formazione di alto livello. È composto da personalità del mondo accademico e tecnico, inclusi consulenti del mondo del vino con esperienza nel settore della ricerca e innovazione.

## Pubblicazioni
ONAV ha una tradizione di pubblicazioni che contribuiscono alla divulgazione della cultura enologica. Tra le principali pubblicazioni vi sono:
- Libri:
  - Manuale dell'Assaggiatore Volume 1 di Mario Ubigli ed Ezio Alini: Una guida didattica per l'assaggiatore di primo livello, con approfondimenti sulla vite, il vino e le tecniche di vinificazione.
  - Manuale dell'Assaggiatore Volume 2 - Enografia nazionale di Mario Ubigli, Ezio Alini e Alessandro Brizi: Esplora le caratteristiche dei vini italiani, considerando la geologia, la pedologia e la climatologia dei singoli territori produttivi.
  - ONAV 1951-2016. I primi 65 anni di Michele Alessandria, Alessandro Brizi, Vincenzo Gerbi, Vito Intini, Paolo Monticone e Flavia Rendina: Documenta la storia dell'associazione dal 1951 al 2016.
  - Vitigni Rari d'Italia di Flavia Rendina, Vito Intini, Mario Menconi, Enzo Brambilla e Carlo Consonni: Descrive 100 vitigni rari italiani, con dettagli sulle caratteristiche ampelografiche e gli abbinamenti gastronomici.

- Riviste:
  - L'Assaggiatore: Periodico trimestrale cartaceo e digitale, è la testata ufficiale dell'ONAV, diretta da Daniele Cernilli, con il caporedattore Alessandro Brizi e la redattrice Flavia Rendina.

## Differenza tra Assaggiatore e Sommelier
- Assaggiatore: Ha competenze tecniche nell'analisi organolettica del vino, utilizzando una scheda di valutazione a punti riconosciuta a livello internazionale. È esperto in viticoltura, enologia e tipicità territoriale dei vini, con approfondimenti geopedologici e climatici.
- Sommelier: Si occupa principalmente della presentazione e del servizio del vino, descrivendone le caratteristiche organolettiche e suggerendo abbinamenti cibo-vino. È esperto nella valorizzazione e nel pricing del vino, oltre a possedere una buona conoscenza dell'enografia nazionale e internazionale.